# Marmet (Virginie-Occidentale)
Pour les articles homonymes, voir Marmet.
Marmet est une ville américaine située dans le comté de Kanawha en Virginie-Occidentale. En 2010, sa population est de 1 503 habitants.
La ville s'appelle d'abord Lens Creek, puis prend le nom de Brownstown en l'honneur de Charles Brown, propriétaire d'un four à sel. En 1900, elle adopte son nom actuel, en référence à la société de charbon des frères Marmet, la Marmet Coal Company.